# Dennis Bauer
Dennis Bauer, född den 18 december 1980 i Koblenz, Tyskland, är en tysk fäktare som tog OS-brons i herrarnas lagtävling i sabel i samband med de olympiska fäktningstävlingarna 2000 i Sydney.